# NGC 6272
NGC 6272 é uma galáxia espiral (Sab) localizada na direcção da constelação de Hercules. Possui uma declinação de +27° 55' 51" e uma ascensão recta de 16 horas, 58 minutos e 58,2 segundos.
A galáxia NGC 6272 foi descoberta em 28 de Junho de 1864 por Albert Marth.